# August von Grolman
Johann August von Grolman (* 5. April 1805 in Gießen; † 9. Mai 1848 ebenda) war ein deutscher Kirchenrechtler.

## Leben
August von Grolman, Sohn des späteren hessischen Ministers und Ministerpräsidenten Karl Ludwig Wilhelm von Grolman und Neffe des Gerichtspräsidenten Franz Joseph von Arens, begann an der Hessischen Ludwigs-Universität Rechtswissenschaft zu studieren. Er gehörte zu den ersten Mitgliedern des Corps Starkenburgia und war auch im Corps Hassia Gießen aktiv. Als Inaktiver wechselte er an die Georg-August-Universität Göttingen, die ihn mit einer Dissertation zum Eherecht zum Dr. iur. utr. promovierte. Anschließend habilitierte er sich in Göttingen. 1828 wurde er 23-jährig zum a.o. Professor an die Universität Gießen berufen. Wissenschaftlich arbeitete er auf dem Gebiet des Kirchenrechts. Er starb zur Zeit der Deutschen Revolution 1848/49 im Alter von 43 Jahren.

## Schriften
- Nonnullae de statutaria conjugum portione observationes, 1827. (Dissertation, Digitalisat)
- Grundriß zu Vorlesungen über das katholische und protestantische Kirchenrecht, 1828.
- Grundsätze des allgemeinen katholischen und protestantischen Kirchenrechts, 1832. (Digitalisat)